# Edith Mühlberghuber
Edith Mühlberghuber (* 22. Oktober 1964 in Steyr) ist eine österreichische Politikerin (FPÖ). Mühlberghuber war von 2008 bis März 2023 Abgeordnete zum österreichischen Nationalrat. Seit dem 23. März 2023 ist sie Abgeordnete zum Landtag von Niederösterreich.

## Ausbildung und Beruf
Mühlberghuber besuchte vier Jahre lang die Volksschule und vier Jahre die Hauptschule. Danach absolvierte sie den einjährigen polytechnischen Lehrgang. Als Beruf gibt die verheiratete Mutter zweier Kinder „Hausfrau“ an. Vor ihrer Tätigkeit als Hausfrau war Mühlberghuber als Handelskauffrau beschäftigt.

## Politik
Mühlberghuber trat 1998 der FPÖ bei und ist seit 2001 Bezirksfinanzreferentin von Amstetten. Sie wurde 2005 zur Ortsgruppenobfrau von Haidershofen-Behamberg-Ernsthofen gewählt. Mühlberghuber trat bei der Nationalratswahl 2008 für die FPÖ im Landeswahlkreis Niederösterreich an und wurde in den Nationalrat gewählt. Sie wurde am 28. Oktober 2008 als Abgeordnete angelobt. Mühlberghubers politischer Schwerpunkt ist die Familienpolitik.
Im März 2019 wurde bekannt, dass Mühlberghuber der Facebookgruppe „Deutsches Reich“ angehörte. Die Gruppe wurde von einem Reichsbürger gegründet und teilt NS-verherrlichende sowie den Holocaust leugnende Beiträge.
Nach der Landtagswahl in Niederösterreich 2023 wurde ihr Wechsel in der Landtag von Niederösterreich zu Beginn der XX. Gesetzgebungsperiode bekannt. Im Nationalrat rückte Werner Herbert für sie nach.
Mühlberghuber ist Landes-Obfrau der Initiative Freiheitlicher Frauen (IFF) Niederösterreich, 2023 wurde sie in dieser Funktion bestätigt. 2024 folgte ihr Alexander Schnabel als FPÖ-Bezirksobmann im Bezirk Amstetten nach.